# Hathor (Stargate SG-1)
Hathor es el décimo cuarto episodio de la primera temporada de la serie de televisión de ciencia ficción Stargate SG-1.

## Trama
En México, un equipo de arqueólogos descubre una tumba antigua, con un sarcófago adentro. El sarcófago se abre y una mujer que habla como un Goa'uld emerge. Ella les pregunta dónde está Ra, en un tono enojado, y cuando no contestan los mata.
El sarcófago entonces es enviado al Comando Stargate, y tras él va Hathor, el Goa'uld del sarcófago. Es detenida, y puesta en una celda. El general Hammond informa al SG-1 sobre esto, y Daniel Jackson va a hablar con ella. Usando un gas rosáceo, ella hipnotiza a Daniel, haciéndole creer cada palabra. Vuelve con los demás y bajo el efecto de la sustancia les dice que no cree que Hathor sea una enemiga. Menciona que en la cultura egipcia ella era muy querida y además amiga de la humanidad. Luego, usando aquel gas rosado, Hathor logra controlar a todo el personal del SGC, el general Hammond y el coronel O'Neill incluidos. La capitana Carter, por ser inmune al polvo se opone a dejar a Hathor vagar libremente. Después de que todos los hombres de la base están bajo su influencia, ella llama a Daniel, (debido a su conocimiento y que fue él quien mató a Ra), revelándole que es una reina Goa'uld, y después consigue impregnarse con su ADN, para que ella pueda crear simbiontes Goa'uld.
Mientras tanto, Carter y la Dra. Fraiser junto con otras mujeres de la base, ven el efecto de Hathor en los hombres. Después de buscar en internet sobre Hathor, Carter descubre ella fue enviada por Ra a la Tierra para destruir a la humanidad, pero ella cambio de opinión. Sin embargo, Hathor en realidad planea usar la base para extender su control y así dominar la Tierra. Tratan entonces de detenerla en el cuarto en donde estaba creando larvas Goa'uld en una tina. Sin embargo varios de los hombres de la base entran repentinamente, y confinan a todas las mujeres del SGC a las celdas. Seduciendo a los guardias, logran escapar y junto con Teal'c que también es inmune a Hathor por su simbionte, se arman para recuperar la base.
Mientras tanto, Hathor sigue dando a luz a más Goa'uld y con un dispositivo en su estómago, ella trata de convertir al coronel O'Neill en su Primado Jaffa. Lo lleva a la tina para introducirle una larva Goa'uld. Antes de que esto pueda suceder, Carter, Fraiser y Teal'c rescatan a O'Neill y lo llevan al sarcófago, que deshace los efectos del dispositivo del estómago de Hathor. Pero en ese momento llegan Hathor y algunos guardias. Ella ataca a O'Neill con su aparato de mano, pero falla y le da al sarcófago, que se sobrecarga y termina explotando. Más adelante, O'Neill y Carter se dirigen al cuarto de Hathor, en donde atontan a los soldados, pero Hathor ataca a Carter con su aparato manual, quedando solo O'Neill de pie. Cuando va atacarlo a él, Carter le dispara y la tina se enciende en fuego. Daniel se queda inmóvil frente a esto y Carter debo moverlo a la fuerza. Sin embargo, Hathor logra escapar, y activa el Portal con dirección a Chulak. Ya con todos de vuelta a la normalidad, el general Hammond felicita a Carter y a la doctora Fraiser por su trabajo para detener a Hathor.

## Artistas invitados
- Suanne Braun como Hathor.
- Teryl Rothery como la Dra. Janet Fraiser.
- Dave Hurtubise como el Dr. Kleinhouse.